# 桃園中壢都會區

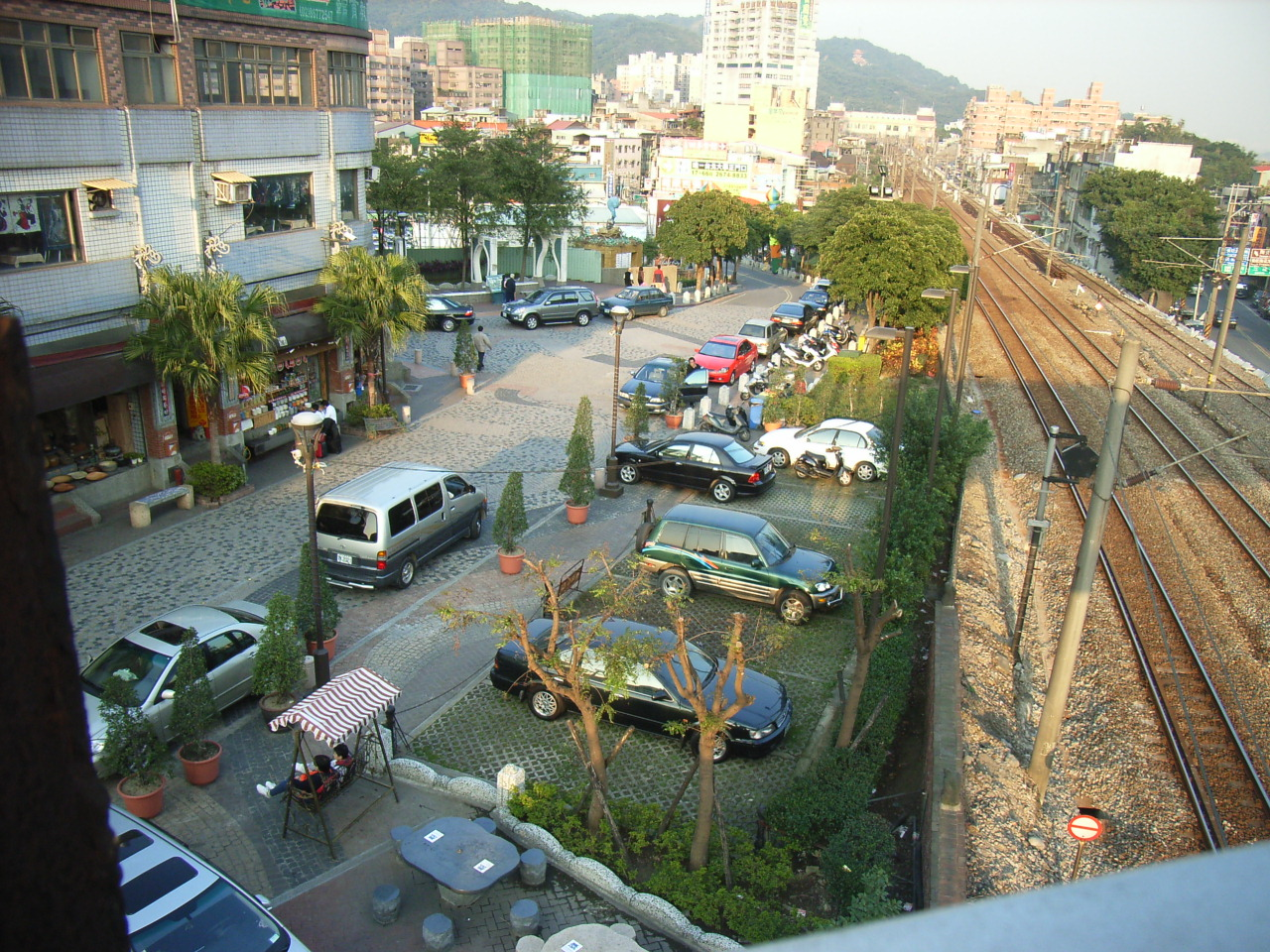
連接至新北市鶯歌區的鐵路

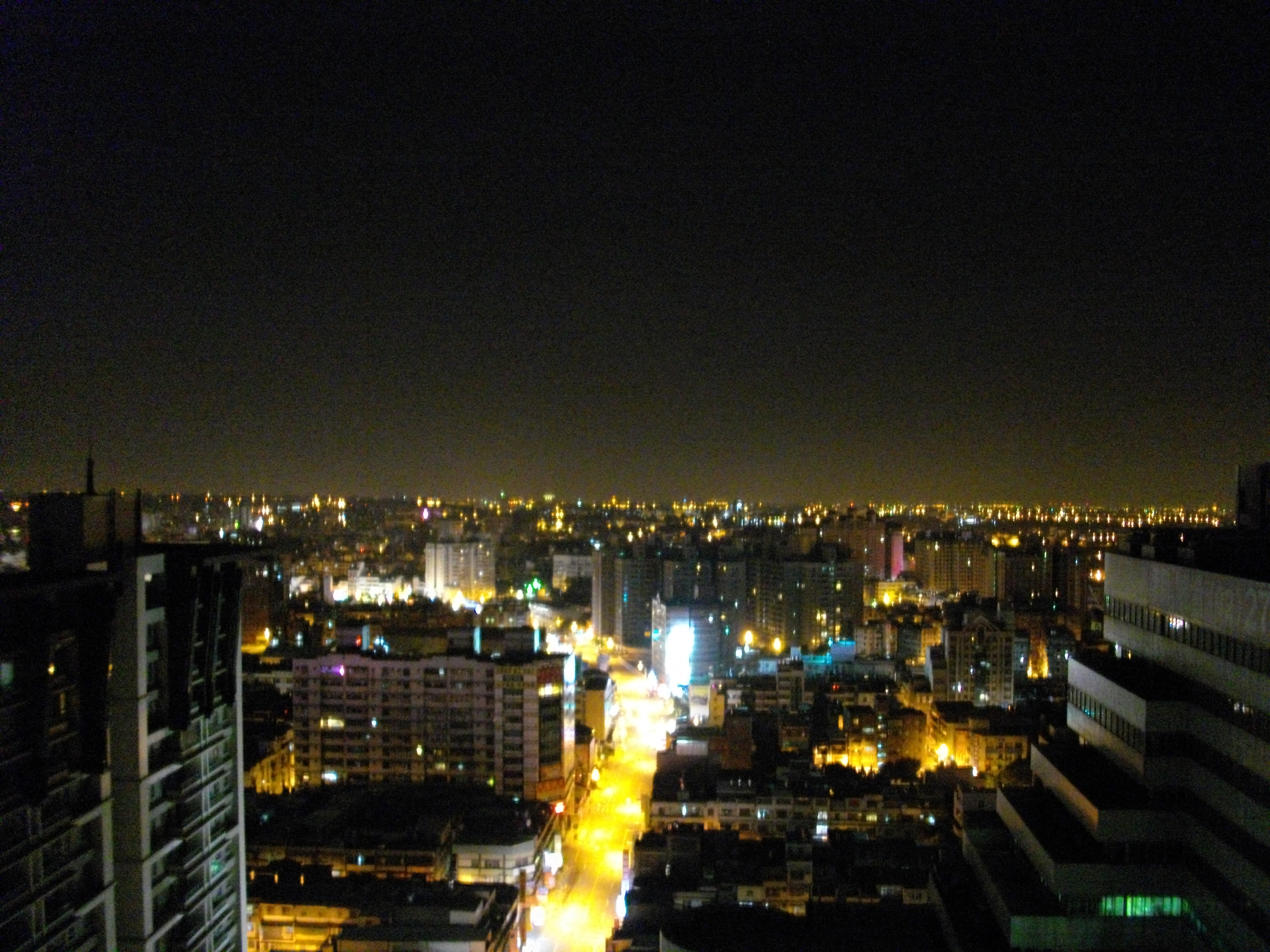
中壢區夜景

桃園中壢都會區，依行政院主計處之定義，其涵蓋範圍包括桃園市（不含大園區及復興區）以及新北市鶯歌區，都會區內以桃園區和中壢區為雙核心發展，都會區人口約223萬人，為臺灣第四大都會區，僅次於臺北都會區、臺中都會區及高雄都會區。但此定義早已在2010年12月25日停止適用。近期相關學術文獻（世界人口組織網站等）則普遍比較支持為臺北都會區的一部分。

## 形成
早期內政部將桃園市、八德市、鶯歌鎮等規劃為臺北都會區內，中壢市、平鎮市等則為中壢次都會區。後續修訂版本中，將桃園市及鄰近行政區由臺北都會區分出另劃桃園中壢都會區，新都會區人口2,130,526人。但此定義早已在2010年12月25日停止適用。而根據世界人口組織網站的統計，「桃園中壢都會區」被劃入臺北都會區內，人口達905萬人，在全球都會區排名第49位；臺中彰化都會區第132位；高雄都會區第152位；臺南都會區第318位。

### 範圍
桃園都會區之人口與範圍依照不同的資料有不同的數據與定義，大致涵蓋範圍包括桃園市（不含復興區）以及新北市鶯歌區，若依行政院主計處之定義，則不含大園區。依據主計處在2010年5月18日發布的新聞稿，上述定義範圍連同全臺灣各種統計地區的分類定義，已在當年12月25日停止適用。
- 桃園區
- 八德區
- 蘆竹區
- 龜山區
- 大溪區
- 鶯歌區（屬新北市行政區）
- 中壢區
- 平鎮區
- 楊梅區
- 龍潭區
- 觀音區
- 新屋區

## 現況
桃園中壢都會區和其他臺灣的大都會區不同的地方點有三：
1. 兩個約略等大的中心都市：桃園區的人口有47.4萬，中壢區有43.4萬，兩者構成雙城格局，與其他都會區相對獨大的單核心發展不同。周邊的平鎮區的人口有22.9萬，八德區有21.4萬，楊梅區有18.1萬，蘆竹區有17萬，龜山區有18.2萬。
2. 桃園中壢都會區高度依賴臺北都會區，例如2009年直轄市改制案中，桃園即遭中央認為核心都市「尚非北部地區之主要發展中心」[4]，這也是早期將北桃園直接劃入臺北都會區的原因之一。桃園中壢都會區也是唯一沒有銀行總部設立的都會區。
3. 根據內政部統計處在2024年9月20日所發表的行政區電信信令人口統計資料[5]，理應為中心商業區的桃園區及中壢區的日間人口和夜間人口相比都呈現淨流出，為典型的衛星城市。

## 中壢次都會區
1985年出版之《中華民國臺灣地區聚居地、都市化地區及都會區分布圖》內之中壢次都會區。以今天的中壢區為中心都市，都會區包含今天的桃園市中壢區、楊梅區、八德區、新屋區、龍潭區、平鎮區及新竹縣關西鎮。當時總區域人口約62.3萬人。
| 中心都市 | 衛星市鎮                                                 |
| -------- | -------------------------------------------------------- |
| 中壢市   | 楊梅鎮、八德鄉、新屋鄉、龍潭鄉、平鎮鄉、關西鎮（新竹縣） |

今天的桃園區、大溪區、龜山區等地當時則是劃入臺北都會區內。

## 外部連結
- 桃園市政府網站 （页面存档备份，存于）
- 台灣地區簡易生命表涵蓋範圍 （页面存档备份，存于）
- Citypopulation （页面存档备份，存于）